# Chaîne de Wind River
Pour les articles homonymes, voir Wind River.

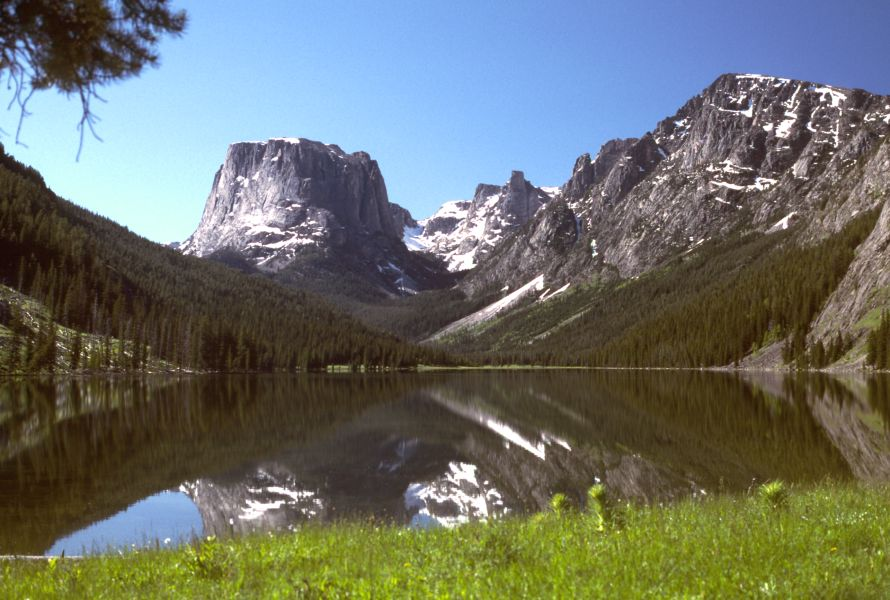
Green River Lakes et Squaretop Mountain au Wyoming

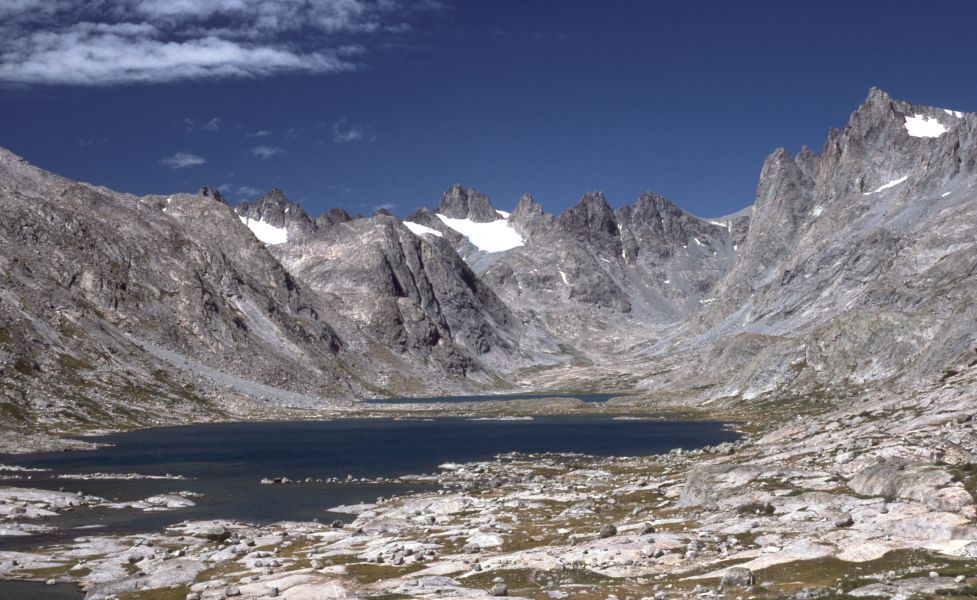
Titcomb Lakes au Wyoming

La chaîne de Wind River est une chaîne de montagnes des Rocheuses située dans l’Ouest du Wyoming aux États-Unis. Elle s’étend sur environ 160 km dans une direction NO-SE. Le Continental Divide suit les crêtes de la chaîne montagneuse dont le point culminant se nomme pic Gannett (4 207 m) et qui constitue le point culminant du Wyoming. Il existe plus de trente sommets dont l’altitude avoisine ou dépasse les 4 000 mètres. Les montagnes appartiennent en partie au domaine propre à deux forêts nationales américaines comportant trois réserves sauvages. Il s’agit de la forêt nationale de Shoshone et de la forêt nationale de Bridger-Teton. Ces forêts font elles-mêmes partie intégrante du Greater Yellowstone Ecosystem. Une partie des montagnes appartient aussi à la réserve indienne de Wind River.

## Géologie
Les montagnes sont composées de batholite granitique. Cette roche se forma il y a un milliard d’années en profondeur sous la couche terrestre. Les sols recouvrant ces couches se sont érodés au fil des années et le mouvement des plaques tectoniques a soulevé ces roches plus résistantes. Durant une période glaciaire (il y a 500 000 ans), des glaciers ont érodé les roches granitiques en créant des vallées. Les vallées et des lacs sont apparus lors de la fonte des glaciers. Certaines vallées ont une forme circulaire comme le cirque of the Towers situé au sud de la chaîne. Il existe 156 glaciers dans la forêt nationale de Shoshone et 27 dans celle de Bridger-Teton. Le glacier Gannett du pic Gannett est le plus grand glacier simple des Rocheuses. Il est situé dans la réserve sauvage Fitzpatrick Wilderness dans la forêt de Shoshone.

## Hydrographie
Plusieurs rivières importantes naissent dans ces montagnes. La rivière Green et la rivière Big Sandy partent vers le sud tandis que la Wind River part vers l’est. La rivière Green est le plus important affluent du fleuve Colorado alors que la Wind River est le plus important affluent de la rivière Yellowstone.

## Écologie
La chaîne est connue pour sa petite population de grizzlis principalement située au nord. On y trouve également des ours noirs, des loups, des pronghorns. Des faucons, des aigles, des pygargues à tête blanche font partie des 300 espèces d’oiseaux présentes dans la région. Les rivières sont riches en truites et les forêts sont constituées de pins et de sapins.
Les cols permettant de traverser la chaîne sont le South Pass (2 295 m) au sud et l’Union Pass (2 807 m) au nord.